# Saint-Georges-en-Couzan
Saint-Georges-en-Couzan é uma comuna francesa na região administrativa de Auvérnia-Ródano-Alpes, no departamento de Loire. Estende-se por uma área de 23,64 km². Em 2010 a comuna tinha 419 habitantes (densidade: 17,7 hab./km²).